# デンチャイ駅
デンチャイ駅（デンチャイえき、タイ語:สถานีรถไฟเด่นชัย）は、タイ王国北部プレー県デンチャイ郡にある、タイ国有鉄道北本線の駅である。

## 概要
デンチャイ駅はタイ王国北部プレー県の人口約4万人が暮らすデンチャイ郡にある。プレー県の県庁所在地であるムアンプレー郡には、鉄道駅が無く当駅よりバス乗換が一般的である。当駅は首都バンコクから533.94km地点にあり、特急列車利用で7時間30分程度である。
1日当たり18列車（9往復）の発着があり（内2往復は当駅が始発、終着）、内訳は特急4往復、急行1往復、快速3往復、普通1往復である。一等駅であり、全列車が停車する駅でもある。また当駅を含むロッブリー駅より終点チェンマイ駅までは単線区間である。なお、バンコク側については複線化が予定されている。
当駅を起点としてチエンラーイ県に至る新線計画がある。2025年開業予定。

## 歴史
タイ官営鉄道最初の開業区間であるクルンテープ駅-アユタヤ駅間が、1897年3月26日にスタートした。その後東北線（クルンテープ駅-ナコーンラーチャシーマー駅）が完成後北本線の工事が始まり北に向かい少しずつ延伸し1912年11月1日にようやく当駅の次のパクパン駅まで到達した。
- 1897年3月26日 【開業】クルンテープ駅　-　アユタヤ駅 (71.08km)
- 1897年5月1日  【開業】アユタヤ駅　-　バーンパーチー駅 (18.87km)
- 1901年4月1日  【開業】バーンパーチー駅　-　ロッブリー駅 (42.86km)
- 1905年10月31日【開業】ロッブリー駅　-　パークナムポー駅 (117.75km)
- 1908年1月24日 【開業】パークナムポー駅　-　ピッサヌローク駅 (138.66km)
- 1908年11月11日【開業】ピッサヌローク駅　-　バーンダーラー分岐駅 (69.03km)
- 1909年8月15日 【開業】バーンダーラー分岐駅　-　パントンプン駅 (51.05km)
- 1911年6月1日 【開業】パントンプン駅　-　メープアック停車場 (18.86km)
- 1912年11月1日 【開業】メープアック停車場　-　パクパン駅 (10.21km)

## 駅構造
単式及び島式1面の複合型ホーム3面3線をもつ地上駅であり、駅舎はホームに面している。当駅南方に貨物取扱施設がある。